# Chihuo zao
Chihuo zao är en fjärilsart som beskrevs av Yang 1978. Chihuo zao ingår i släktet Chihuo och familjen mätare. Inga underarter finns listade i Catalogue of Life.